# Roland Ratzenberger
Roland Ratzenberger (4. července 1960, Salcburk – 30. dubna 1994, Imola) byl rakouský jezdec Formule 1, který zemřel v průběhu kvalifikace na Velkou cenu San Marina 1994.

## Kariéra
Se závoděním začal v roce 1983 v německé Formuli Ford a v roce 1985 tento šampionát vyhrál. Po řadě dalších angažmá různě ve světě dostává v roce 1994 kontrakt na 5 závodů ve Formuli 1 v týmu Simtek.

## Smrt
Dvacet minut po začátku poslední části kvalifikace ztratil Roland Ratzenberger kontrolu nad svým vozem Simtek, když se blížil do zatáčky Villeneuve curva. Narazil do betonové zdi a ačkoliv kokpit vozu zůstal takřka nepoškozen, síla nárazu zlomila Ratzenbergerovi vaz. Ratzenberger, nováček ve Formuli 1, jel rychlostí 306 km/h ve chvíli, kdy se mu ulomilo přední křídlo, které poškodil nárazem na obrubník v předchozím kole. Kvalifikace byla zastavena a zbývajících 40 minut bylo nakonec zrušeno. Později bylo oznámeno, že Ratzenberger podlehl mnohačetným zraněním.